# 묘법연화경 권1-2
묘법연화경 권1-2(妙法蓮華經 卷1-2)는 서울특별시 서초구에 있는 조선시대의 불경이다. 2019년 8월 1일 서울특별시의 유형문화재 제451호로 지정되었다.

## 지정 사유
지정 대상본은 대자본계 판본에 해당되는 것으로 권1-2의 1책 영본(零本)임. 대자본 묘법연화경 초간의 변상도는 원래 5절면으로 되어 있었을 것으로 보이나 현전본들에서는 변상도가 없고, 유일하게 지정 대상본에서만 2절면(1장)이 남아 있다.
현재 보물로 지정된 대자본은 10여 건이나, 완질본으로 지정된 사례는 없고 모두 결본임. 권1-2에 해당되는 보물1147-2호 수덕사본 보다 뒤인 1474년~1488년 사이에 후쇄한 것으로 보이나, 보물 1147-2호가 변상도가 없고 뒷부분이 온전하지 못한 것에 비하여, 지정 대상본은 변상도의 일부(5면 중 2면)가 남아있으며 권2의 권말부분이 온전하므로 서울시 유형문화재로 지정하는 것이 가할 것으로 판단된다.

## 조사보고서
묘법연화경은 줄여서 일반적으로 법화경이라고 한다. 조선시대에 이르러 출판된 법화경은 대략 170여 종으로 이들 판본을 간행수단 등에 따라 크게 6가지로 구분해 볼 수 있다. ①성달생서본계(成達生書本系, 1405~1443년 원간본 및 그 번각본) ②초주갑인자본계(初鑄甲寅字本系, 1450년 원간본 및 그 번각본) ③을해자본계(乙亥字本系, 1455년 원간본 및 그 번각본) ④대자본계(大字本系, 1470년 원간본 및 그 번각본) ⑤언해본계(諺解本系, 1463년 간경도감 원간본 및 그 번각본) ⑥기타 독자판본계(獨自板本系, 위 5가지에 속하지 않은 판본) 등이다. 대자본계 판본은 1727년 도까지 약 41종이 간행된 것으로 보인다.
대자본 법화경의 판식은 원간본을 기준으로 할 때 四周雙邊, 半郭22.8x15.9cm, 有界, 8行13字 註雙行, 大黑口, 內向黑魚尾, 白圈點으로 되어 있다. 1500년대까지 간행된 판본들은 대체로 대흑구까지 번각했지만 1600년대에 간행된 판본들 가운데 일부는 대흑구를 생략하고, 어미(魚尾) 또한 후대로 갈수록 2葉, 3葉화문어비(花紋魚尾)가 나타나고 있다.
대자본 법화경은 왕실주관의 관판본(官版本)으로 당대의 일류 각수들이 판각하였기에 판각이 정교하고 묵색의 농도도 짙은 편이다. 서체는 고려말부터 유행한 송설체의 필의가 가미된 해서체(楷書體)로 유려하고 단아한 느낌이다.
1470년에 간행한 이 대자본 원간본에는 김수온(金守溫, 1410~1481) 발문이 있다. 이에 따르면 세조 정비인 정희왕후 윤씨가 둘째 아들인 예종이 죽자 세조와 맏아들 의경왕(후에 덕종 추증)의 명복을 빌고, 열반에 들 것을 기원하는 마음으로 간행한 것이다. 본문의 내용은 다른 계통의 법화경 판본들이 일반적으로 계환(戒環)의 해설을 수록하고 있는 반면에 대자본은 법화경 정문만을 수록하고 있으며 책 앞머리에는 도선(道宣)의 ‘弘傳序’만 수록되어 있다. 이 원간본은 보물로 지정되어 통도사와 아단문고에 소장되어 있다.
이 판본은 완질이 7권3책으로 원간본과 그 번각본들이 있는데, 이 대자본 묘법연화경은 성달생 서본계 판본처럼 원간본의 서사자(書寫者)를 분명히 알 수 없다. 왕실에서 독송용으로 권점을 찍어 발행한 것으로 이후 여러 차례 간행되었기 때문에 그 전본이 현재 여러 기관에 비교적 많이 남아 있다.
박영만 소장본은 대자본계에 해당된 것으로 권1-2의 1책 영본(零本)이다. 박영만 소장 자료인 묘법연화경의 형태사항을 살펴보면, 표지는 능화문(菱花紋)이 없는 것으로 개장되어 있다. 변상도(變相圖)가 1장(반엽크기: 23.7x16.5cm)이 있는데 각수(刻手) 홍개미치(洪介未致)가 새긴 것으로 상태는 대체로 양호하다. 도선이 쓴 홍전서(弘傳序, 반곽: 23x16.cm, 有界8行13字) 3張이 이어서 나오는데, 각수 장막동(張莫同)이 우변란(右邊欄) 아래에 인쇄되어 있다.
본문 내용은 권수제 ‘妙法蓮華經卷第一’를 앞세워 편집되어 있는데 ‘姚秦三藏法師鳩摩羅什奉詔譯’역자가 나오고 바로 권1 본문으로 총 51張이다. 판식(版式)은 변란이 사주쌍변(四周雙邊)이며, 반엽 크기는 23.1x15.7cm, 有界, 8行13字로 되어 있고, 판심에 大黑口, 上下內向黑魚尾이고, 판심제(版心題)는 판심 중앙 어미와 어미사이에 ‘法華經’이라 했고, 그 아래에 장차(張次)를 두고 있다.
서문 및 본문 내용에는 백권점(白圈點)이 있다. 또한 책 곳곳에 근래에 철필로 노트한 흔적들이 여러 곳에서 보이며, 현토(懸吐)도 달아 놓았다. 한편 장막동(張莫同) 등 각수들의 이름이 해당 쪽 우변란(右邊欄) 우측 아래에 인쇄되어 있다. 권1이 끝나고 권2가 새로 시작하는데 52張으로 되어 있다. 그리고 마지막장 우엽(右葉) 5行에는 권말제로 ‘妙法蓮華經卷第二’라 되어 있는 것으로 끝난다. 1책 총 장수는 107張이며, 책의 크기는 34.6x22.3cm이다.
대자본 묘법연화경 초간의 변상도는 원래 5절면으로 되어 있을 것으로 보이나 현전하는 잔본 들에서는 변상도가 없고, 유일하게 박영만본에서만 2절면(1장)만 남아 있는 희귀자료이다. 이 책에 나오는 각수들은 홍개미치(洪介未致), 장막동(張莫同), 최금동(崔今同), 박중련(朴仲連),고말종(高末終), 이영산(李永山), 최득산(崔得山), 우인수(禹仁守), 권돈일(權頓一), 박군실(朴君實),김감동(金甘同), 최말생(崔末生) 등 총 12명이다.
◇ 보물지정 현황
| 문화재 | 지정번호 | 명칭                                | 소장자           | 책수 및 권사항 | 발간연대       |
| ------ | -------- | ----------------------------------- | ---------------- | -------------- | -------------- |
| 보물   | 936-1호  | 묘법연화경 권6~7                    | 삼성(이건희)     | 1책(권6-7)     | 1482년(성종13) |
| 보물   | 936-2호  | 묘법연화경 권6~7                    | 〃               | 1책(권6-7)     | 1482년(성종13) |
| 보물   | 950호    | 묘법연화경 권5~7                    | 국립중앙박물관   | 1책(권5-7)     | 1488년(성종19) |
| 보물   | 959호    | 경주 기림사 소조비로자나불 복장전적 | 기림사           | 1책(권5-7)     | 1474년(성종5)  |
| 보물   | 1147-1호 | 묘법연화경 권3~4, 5~7               | 아단문고(강태영) | 2책(권3-7)     | 1470년(성종1)  |
| 보물   | 1147-2호 | 묘법연화경 권1~2                    | 수덕사           | 1책(권1-2)     | 1474년(성종5)  |
| 보물   | 1147-3호 | 묘법연화경 권5~7                    | 본각사           | 1책(권5-7)     | 1488년(성종19) |
| 보물   | 1164-1호 | 묘법연화경 권3~4                    | 구인사           | 1책(권3-4)     | 1482년(성종13) |
| 보물   | 1164-2호 | 묘법연화경 권3~4, 5~7               | 보문사           | 2책(권3-7)     | 1482년(성종13) |
| 보물   | 1240호   | 묘법연화경 권3~4                    | 통도사           | 1책(권3-4)     | 1470년(성종1)  |

지정 대상본은 전 7권 가운데 권1-2에 해당된 대자본으로 영본(零本)이다. 현재 보물로 지정된 대자본들이 10여 건이나, 1470년 왕실에서 처음 발간한 이후 여러 차례 후쇄하였기 때문이다. 완질본으로 지정된 사례는 없고 모두 결본으로 지정되어 있다. 권1-2에 해당된 기 보물지정 건수는 1건으로 보물1147-2호 수덕사본이 유일하다. 비록 수덕사본 보다 늦은 시기인 1474~1488년에 후쇄한 것으로 추정되나, 수덕사본은 변상도가 없고 또한 뒷부분이 온전하지 못한 것에 비하면 지정 대상본은 변상도 일부(5면 중 2면)가 남아있으며, 권2의 권말 부분이 온전한 것으로 문화재적·학술적 가치가 높기 때문에 서울시 유형문화재로 지정하는 것이 적합할 것으로
판단된다.

## 참고 문헌
- 묘법연화경 권1-2 - 국가유산청 국가유산포털